# Miquelon
Miquelon és una de les illes de l'arxipèlag de Saint-Pierre-et-Miquelon. Està formada per dues penínsules, Grande Miquelon i Langlade també dita Petite Miquelon, enllaçades per un istme sorrenc de 12 km.
Té la major superfície (205 km²) de l'arxipèlag, però només té 690 habitants agrupats en la vila homònima al nord de l'illa. Viuen essencialment de la pesca litoral, en la seva major part són descendents de bascos, bretons normands o acadians, aquests darrers van arribar a l'illa a conseqüència del "Grand Dérangement".
El nom de l'illa, Miquelon, és d'origen basc i va ser citat per primera vegada per Martin de Hoyarçabal en una ruta publicada el 1579 (Micquetõ, Micquelle).
Administrativament, l'illa de Miquelon forma amb la de Langlade la comuna de Miquelon-Langlade, que amb la de Saint-Pierre constitueix la col·lectivitat territorial de Saint-Pierre-et-Miquelon.

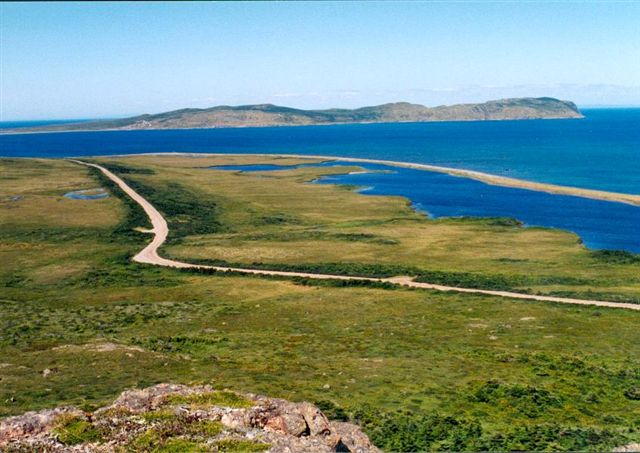
Paisatge de Miquelon

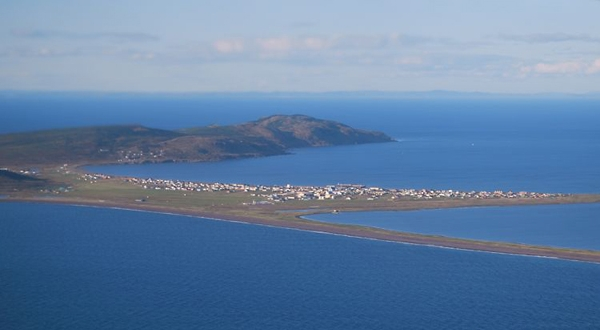
Paisatge de Miquelon